# Константинопольский собор (1285)
Константинопольский собор, или  Влахернский собор 1285 года — Собор представителей Православной церкви, созванный в 1285 году в Большом Влахернском дворце в Константинополе.
Проходил под председательством патриарха Константинопольского Григория II. На Соборе присутствовали патриарх Александрийский Афанасий III и Андроник II Палеолог, император Византийской империи.
Константинопольская православная церковь на Соборе аннулировала решение Второго Лионского собора о заключении унии с Римско-католической церковью. Собор осудил деяния патриарха Константинопольского времён лионской унии Иоанна XI Векка.
Окончательно осудил утверждённый в 1274 году римо-католиками догмат об исхождении Святого Духа не только от Бога Отца, но «и от Сына» («Filioque»).